# Snijbloemen
Snijbloemen (Schnittblumen) ist ein Jazzalbum des Theo Jörgensmann Quartetts, das am 19. und 20. Januar sowie am 14. April 1999 in Hannover aufgenommen und 2000 von HatHut Records veröffentlicht wurde.

## Das Album
Nach dem Debütalbum Ta Eko Mo, das 1997 für das Label Z.O.O. eingespielt wurde, war Snijbloemen die zweite Veröffentlichung von Theo Jörgensmann, das er mit seinem neuen Quartett aus dem Vibraphonisten Christopher Dell, dem Bassisten Christian Ramond und dem Schlagzeuger  Klaus Kugel einspielte.
Theo Jörgensmann zählt zu den führenden europäischen Klarinettisten, sowohl im Modernen Jazz wie auch in den Grenzgebieten zwischen Jazz und Neuer Musik. Zusammen mit anderen begründete er die Renaissance der Klarinette in der modernen improvisierten Musik. In den Liner Notes des Albums meint er im Gespräch mit Peter Niklas Wilson: 

„Ich bin überzeugt, dass improvisierte Musik die modernste Art von Musik ist, hat sie doch zu einem völlig neuen Typus geführt, dem integralen Musiker, der gleichzeitig Dirigent, Komponist, Instrumentalist ist. Ein Improvisator hat sich um alles selbst zu kümmern, von der Produktion bis zum Marketing, er denkt im sozialen Zusammenhang, wenn er mit andern spielt, er muss in der Lage sein, gemeinsame Ziele zu formulieren und Verantwortung zu übernehmen, aber auch, wenn nötig, zurückzutreten....“
Diesen Anspruch verwirklicht Jörgensmann mit seinem Quartett, das mit der klangliche Kombination von Klarinette und Vibraphon dem kammermusikalischen Klang  des Cool Jazz nahesteht und „das ganze Panorama von freiem und strukturiertem Spiel entfaltet“ (Wilson). So ist „Kospi“ eine komplexe, mehrere Themen enthaltende, zehnminütige Mini-Suite, während Christophs Dells Komposition „Dark Room“ (von dem das Album zwei Versionen enthält) auf nur drei diatonischen Melodie-Noten besteht und vom Vibraphon begleitet wird. „Klaipeda“ von Klaus Kugel basiert auf einer einfachen Ostinatofigur;  Dells „Wiesengrund“, das passend die gereizte Beziehung Theodor W. Adornos zum Jazz aufgreift, enthält mit seinen zwei thematischen Komplexen fernöstliche Konnotationen. Das kurze „Nr. 59“ ist eine Kollektivimprovisation der vier Musiker.

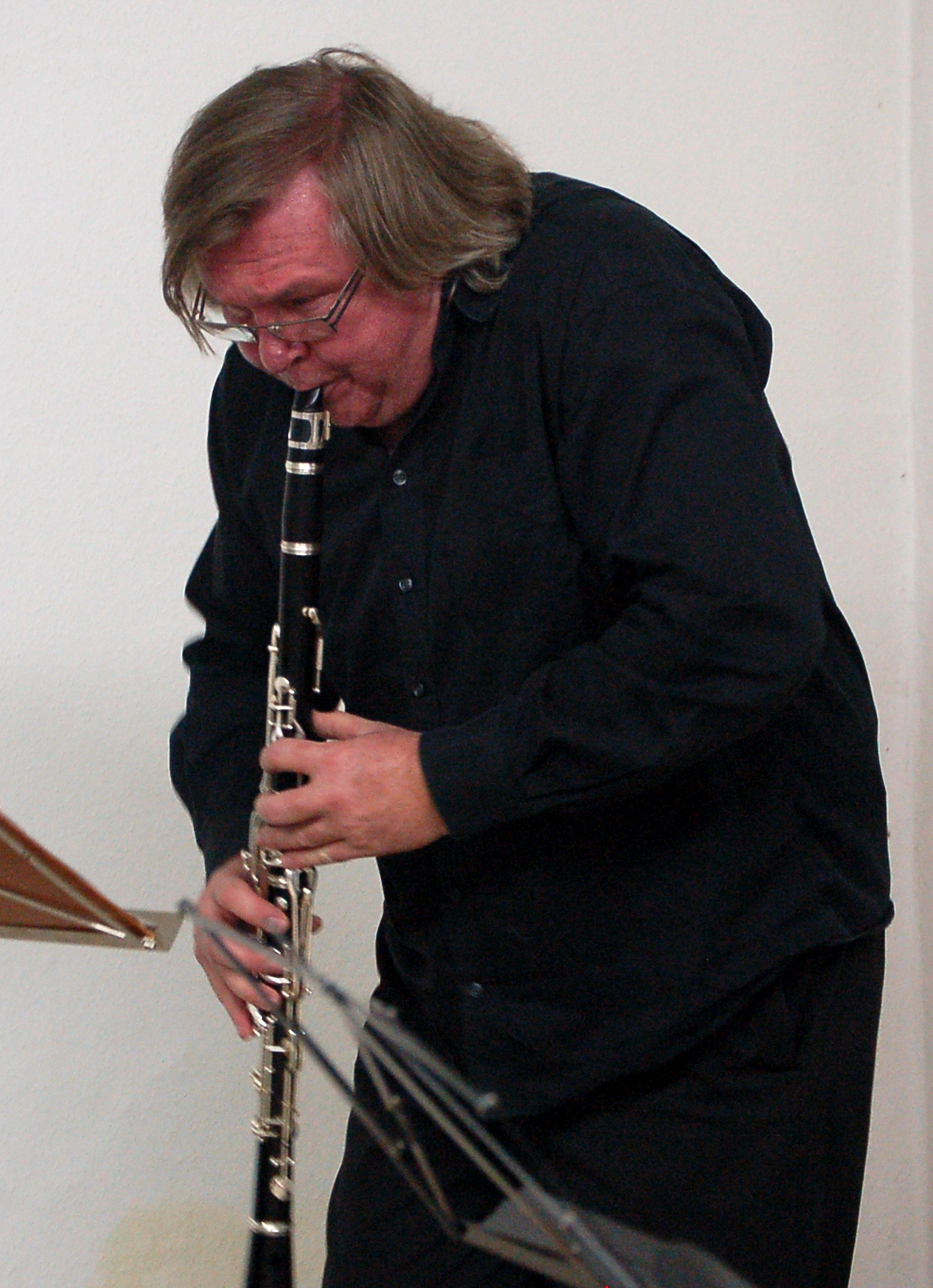
Theo Jörgensmann (2009)

## Rezeption des Albums
Tilmann Urbach schrieb in der Zeitschrift Fono Forum im Mai 2000: „Nun sind Klarinettisten oft verkannte musikalische Leichtgewichte, ihre Wendigkeit tendiert zum Spielerischen, letztlich zum Manierieren. Ihr Instrument aber eignet sich wunderbar zur Erkundung des musikalischen Himmels-Zeltes. Solche sprunghafte Forscherarbeit in hohen und hoechsten Lagen ist für Joergensmann Programm; die Entdeckung der Leichtigkeit. Aber die Mitspieler sind keineswegs nur Sekundanten: Allein wie Vibraphonist Dell die Klarinette umspielt, harmonisiert, wie Drummer Kugel sein Beckenarsenal ausbreitet (wie einen komponierten Lustgarten an feiner und feinster Nuancierung) - das ist mehr als staunenswert. Und Christian Ramond steuert gestrichene und gezupfte Subtilitaeten bei, dass es eine Freude ist. Dabei hält die Band die kluge Balance zwischen entfesselt freiem Spiel und präziser kompositorischer Vorgabe. Snijbloemen hat Theo Joergensmann sein Album genannt; Snijbloemen, ein sprechender Titel: grundlos, flüchtig, ephemer, dabei prächtig blühend - genauso wie die Musik. Was will man mehr.“
Peter Ruedi geht in seiner Besprechung (Jazz plus Schnittblumenstrauss) in der Zürcher Weltwoche auf Theo Jörgensmanns musikalische Herkunft vom Bebop, von Cannonball Adderley und dem frühen Coltrane ein. „Das heißt, sein Spiel hat »Soul«, wie ausgefallen und ausgefeilt die kammermusikalische Equilibristik auch betrieben wird, und er hat einen Ton mit hohem spezifischem Gewicht. Hinter den gelegentlich weit getriebenen abstrakten Spielen pulst immer ein Herz. Das macht aus der Kollektivkunst dieses Quartetts (...)  mit die spannendste Musik, die mir in den letzten Jahren untergekommen ist. »Soul« meint bei Jörgensmann nicht den Abtransport des Verstands, sondern die schwebende Balance zwischen Kontrolle und Gefühl. Er ist einer, der grundsätzlich nachdenkt über sich und also auch seine Musik. "Ich brauchte lange", sagt er zu Wilson, "mich vom Übergewicht meines eigenen Geschmacks zu befreien."“
Das Downbeat-Magazin vergab Snijbloemen in seiner Ausgabe Juli 2000 vier Sterne. Die zweithöchste Bewertung erhielt das Album im Penguin Guide to Jazz; die Autoren heben insbesondere das außergewöhnliche Soli von Christopher Dell in „Kospi“ hervor und den Titel „Wiesengrund“, in denen sich „ein ereignisreiches und dichtes Spiel entwickelt.“ Das Album sei die „willkommene Rückkehr einer einzigartigen Stimme“.

## Die Titel
- Theo Jörgensmann Quartett - Snijbloemen (hatOLOGY 539 / Hat Hut Records)

1. Kospi (Jörgensmann) 10:31
2. Snijbloemen  (Jörgensmann) 5:14
3. Klaipeda (Kugel) 4:47
4. Dark Room (Dell) 6:31
5. Wiesengrund (Dell) 6:58
6. La Fortuna (Ramond/Jörgensmann)  2:40
7. Snijbloemen (Take 2) (Jörgensmann) 6:07
8. Nr. 59 (Jörgensmann/Dell/Ramond/Kugel) 3:06
9. Dark Room (Take 2) (Dell) 7:59